# First Media
PT First Media Tbk (dawniej PT Broadband Multimedia Tbk) – indonezyjski dostawca usług telekomunikacyjnych. Przedsiębiorstwo oferuje dostęp do internetu szerokopasmowego oraz telewizji kablowej.
Przedsiębiorstwo rozpoczęło działalność w 1994 roku. W 2007 roku firma zmieniła swoją nazwę na First Media.